# Triaize
Triaize ist eine westfranzösische Gemeinde mit 1.061 Einwohnern (Stand: 1. Januar 2022) im Département Vendée in der Region Pays de la Loire. Triaize gehört zum Arrondissement Fontenay-le-Comte und zum Kanton Luçon. Die Einwohner werden Triolais genannt.

## Lage
Triaize liegt etwa 26 Kilometer nördlich von La Rochelle in der Landschaft Vendée an der Bucht von Aiguillon im Süden. Das Gemeindegebiet gehört zum Regionalen Naturpark Marais Poitevin. Umgeben wird Triaize von den Nachbargemeinden Les Magnils-Reigniers im Norden, Luçon im Nordosten, Champagné-les-Marais im Osten, Saint-Michel-en-l’Herm im Westen und Südwesten, Saint-Denis-du-Payré im Westen und Nordwesten sowie Chasnais im Nordwesten.

## Bevölkerungsentwicklung
| Jahr                      | 1962 | 1968 | 1975 | 1982 | 1990 | 1999 | 2006 | 2013 |
| Einwohner                 | 1106 | 1032 | 946  | 981  | 1027 | 956  | 976  | 1089 |
| Quelle: Cassini und INSEE |      |      |      |      |      |      |      |      |

## Sehenswürdigkeiten

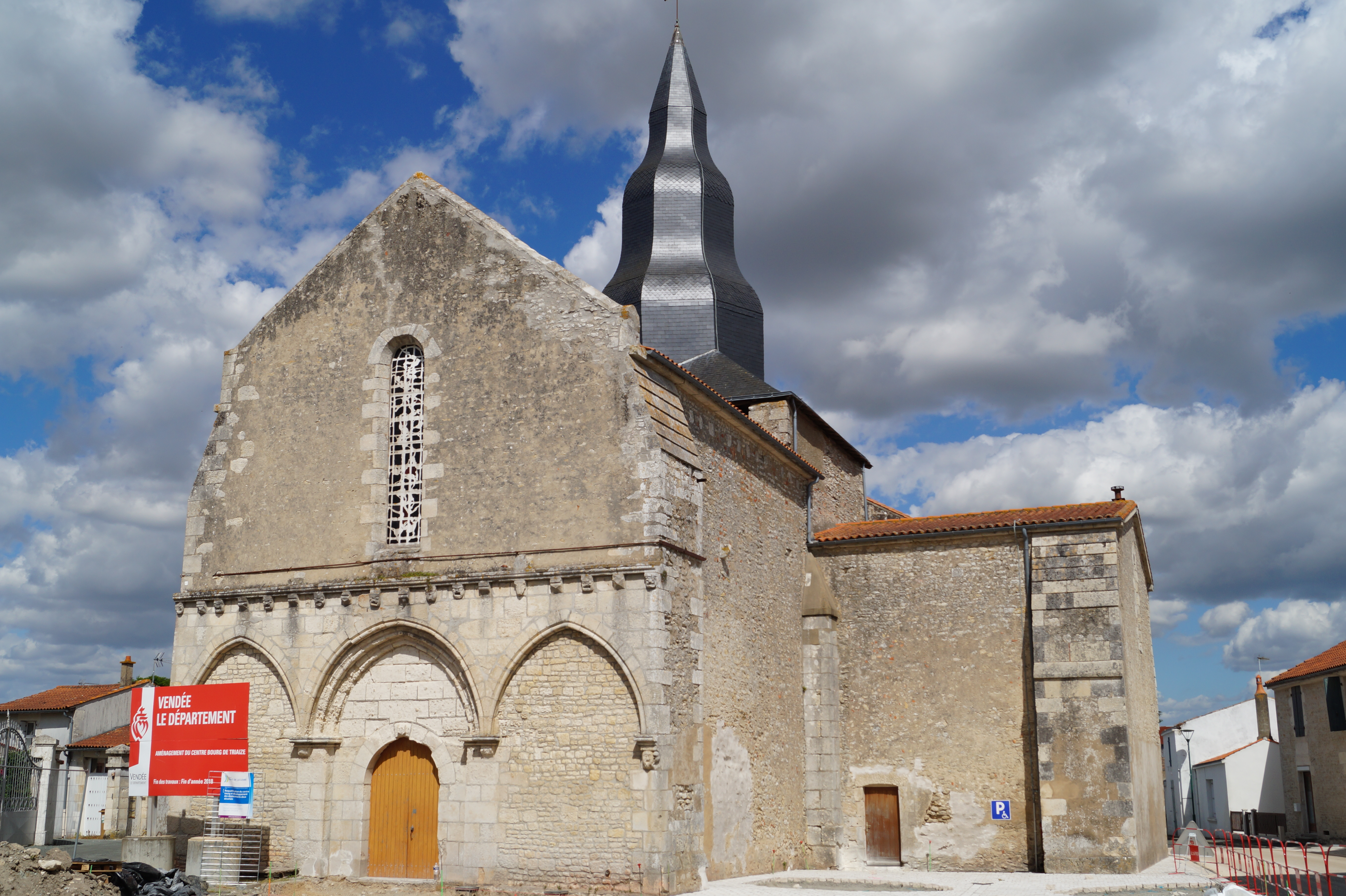
Kirche Saint-Jean-l’Évangéliste

- Kirche Saint-Jean-l’Évangéliste aus dem 11. Jahrhundert, spätere Umbauten